# St. Dreikönigen

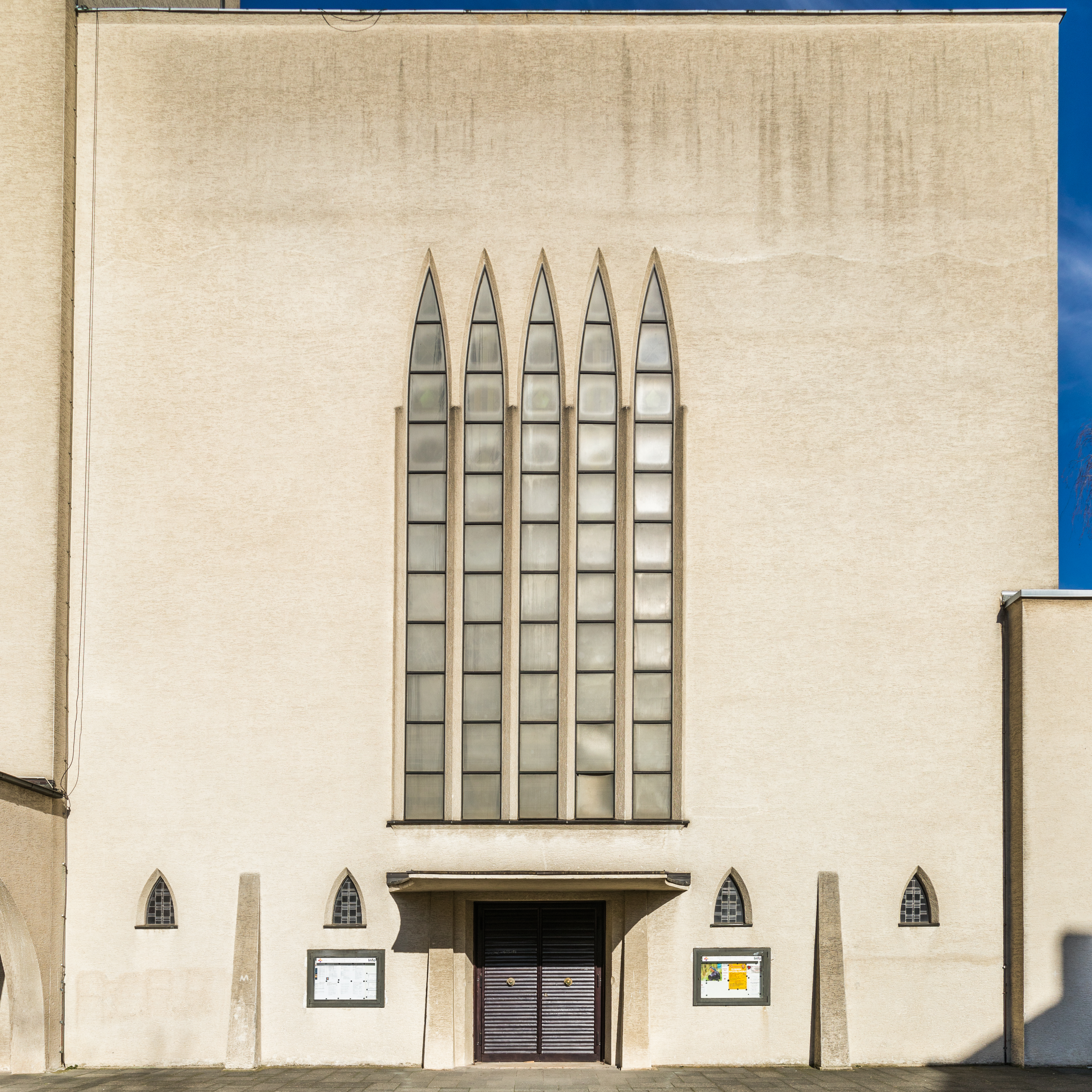
Dreikönigenfenster an der Portalseite

St. Dreikönigen ist eine katholische Pfarrkirche im Kölner Stadtteil Bickendorf, die in den Jahren 1928 bis 1929 nach Plänen der Architekten Hans Peter Fischer und Heinrich Forthmann erbaut und im Januar 1929 geweiht wurde. Die Kirche steht unter dem Patrozinium der Kölner Stadtpatrone, den Heiligen Drei Königen, und ist seit 1982 denkmalgeschützt.

## Geschichte

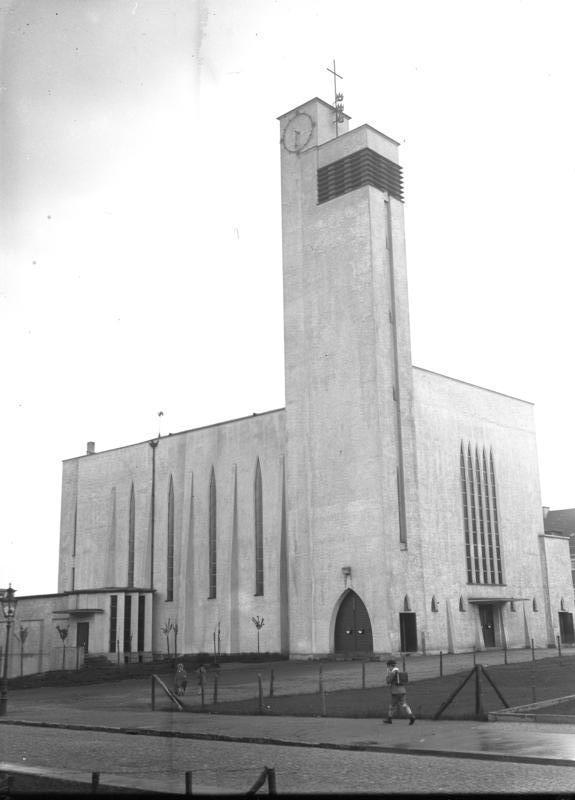
St. Dreikönigen kurz nach der Fertigstellung – noch kein verbindender Arkadengang

Mit dem GAG-Siedlungsbau in Bickendorf – das sich von einem Dorf zu einem schnell wachsenden Vorstadtviertel entwickelte – hatte sich die katholische Bevölkerung der Gemeinde St. Rochus stark vergrößert, so dass der Bau einer neuen Kirche geboten war. Bickendorf II war dabei eine von Wilhelm Riphahn und Caspar Maria Grod geplante Siedlung im Stil des rheinischen Expressionismus mit Tendenz zum Neuen Bauen.
Im Juni 1927 konnte infolge eines Tauschvertrages mit der Stadt Köln ein geeigneter Bauplatz in der Siedlung erworben werden. Ein Wettbewerb unter 44 katholischen Architekten in Köln stellte die Anforderung einer Kirche für 800 Erwachsene und 300 Kinder, die sich organisch in die Siedlung einzufügen habe. Diese Aufgabe sah die Jury am besten im Entwurf der Architekten Fischer und Forthmann erfüllt, so dass der erste Spatenstich am 26. Februar 1928, die Grundsteinlegung am 10. Juni desselben Jahres erfolgte. Nach zehn Monaten Bauzeit konnte zum Dreikönigsfest am 6. Januar 1929 die Weihe der Kirche durch Weihbischof Hermann Joseph Sträter gefeiert werden. Allerdings war die Kirche bei weitem nicht fertig: die Ausstattung, Wandbemalung und auch einige Anbauten inklusive Wohnungen für die Geistlichen zogen sich über die Folgejahre – es war die Zeit der Weltwirtschaftskrise – bis 1934, als vorerst letztes Detail die Turmuhr installiert wurde. Im Juni 1931 wurde die Gemeinde von St. Rochus unabhängig und zur Rektoratsgemeinde erhoben.
Während des Zweiten Weltkrieges wurde die Kirche zwar nicht vollständig zerstört, aber doch stark durch Luftangriffe und 1945 zuletzt auch durch Granatbeschuss in Mitleidenschaft gezogen, so dass zum Kriegsende nur noch die Beichtkapelle für Gottesdienste genutzt werden konnte. In der unmittelbaren Nachkriegszeit konnte St. Dreikönigen recht zügig wieder in Gebrauch genommen werden – anders als andere Kölner Kirchen. So feierte beispielsweise Kardinal Frings hier drei Jahre lang die Messe zum Dreikönigsfest, bevor sie ab 1948 wieder im Dom zelebriert werden konnte. Auch die erste Radioübertragung der Predigt eines Kardinals in Verbindung mit einer Eucharistiefeier durch den NWDR am 6. Januar 1948 fand aus St. Dreikönigen statt.
Nach der Währungsreform 1949 wurde als erstes neues Ausstattungsstück eine neue Bronzeglocke gestiftet, eine weitere, die das Geläut wieder vervollständigte, kam 1955 dazu. Ab 1950 wurden auch die zerstörten Buntglasfenster – zum Teil durch Rekonstruktionen der Originale – erneuert. 1959 waren die Wiederherstellungsarbeiten, die der Architekt Fischer selbst wieder geleitet hatte, abgeschlossen.
Im Nachgang zum zweiten Vatikanischen Konzil erfolgte ab 1964 ein Umbau des Altarraums, der Sakristei und der Beichtstühle; der alte Altartisch wurde – zersägt – zum Altar einer neuen Werktagskapelle.
Am 1. Juni 1982 wurde St. Dreikönigen unter der Nummer 1034 in die Denkmalliste der Stadt Köln aufgenommen.

## Baubeschreibung

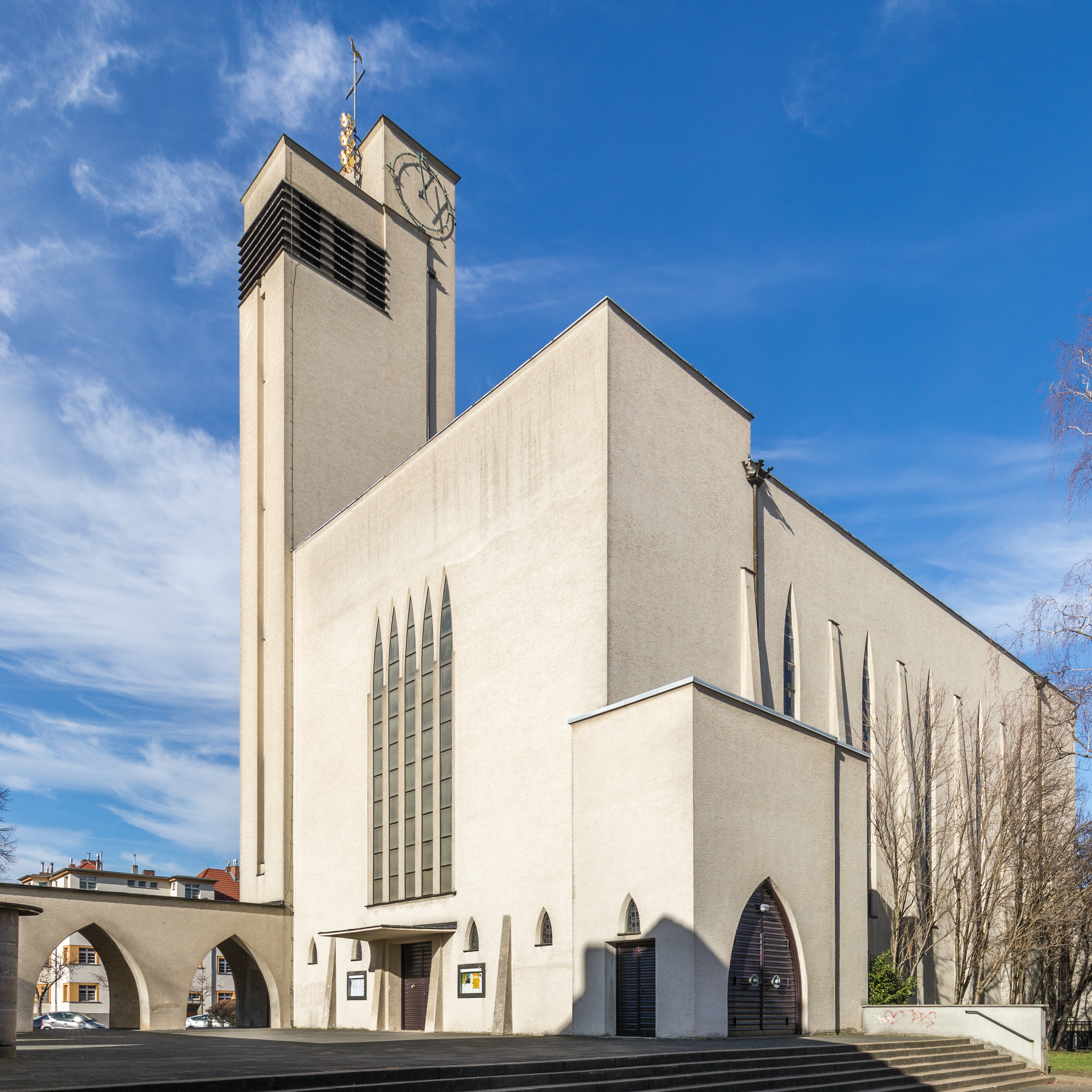
Außenansicht von Südosten, 2014

Der Stahlbetonbau ist mit seinen schlichten kubischen Formen und weißen Wandflächen deutlich dem Neuen Bauen verpflichtet, hat jedoch auch noch expressionistische Anklänge, etwa die überzogen schmalen, gotisierenden Lanzettfenster und die spitzbogigen Eingangsportale.
Die Eingangshalle, das Langhaus und der Chor bestehen aus einem leicht gestaffelten, zum Chor hin schmaler werdenden Baukörpergefüge mit gleicher Höhe. Auf der Eingangsseite ist diesem ein schlanker, zweifach gegliederter Turm beigestellt. Die Verbindung zur umgebenden Bebauung erfolgt durch einen Arkadengang mit drei Bögen, der mit einer weiteren Arkadenwand einen kleinen Vorhof bildet. Gegenüber der Turmseite ergänzt ein niedriger Eingangsanbau die Front, während ein weiterer Anbau an der gegenüberliegenden Chorseite eine Seitenkapelle mit Apsis, ebenfalls eingeschossig, beherbergt.
Eine durch Ziegelpfeiler gestützte Empore nimmt die komplette Breite der südlichen Eingangswand des Kirchensaals ein. Eine flache, dunkle Holzbalkendecke verbindet alle Gebäudeteile bis in den Chorbereich hinein. Die Stufen zum erhöhten Altarbereich mit raumhoher Nische (Exedra) erstrecken sich über die volle Langhausbreite, und auf derselben Höhe zieht sich an der ansonsten weiß verputzten Wand ein unverputzter Ziegelsockel entlang.
Das Lichtgefüge des Innenraums wird maßgeblich durch die auf drei Seiten eingesetzten Lanzettfenster bestimmt. An den Seitenfassaden stehen diese einzeln, während sie auf der Portalseite fünf- und an den Seitenwänden des Chors jeweils dreibahnig verlaufen.

## Ausstattung

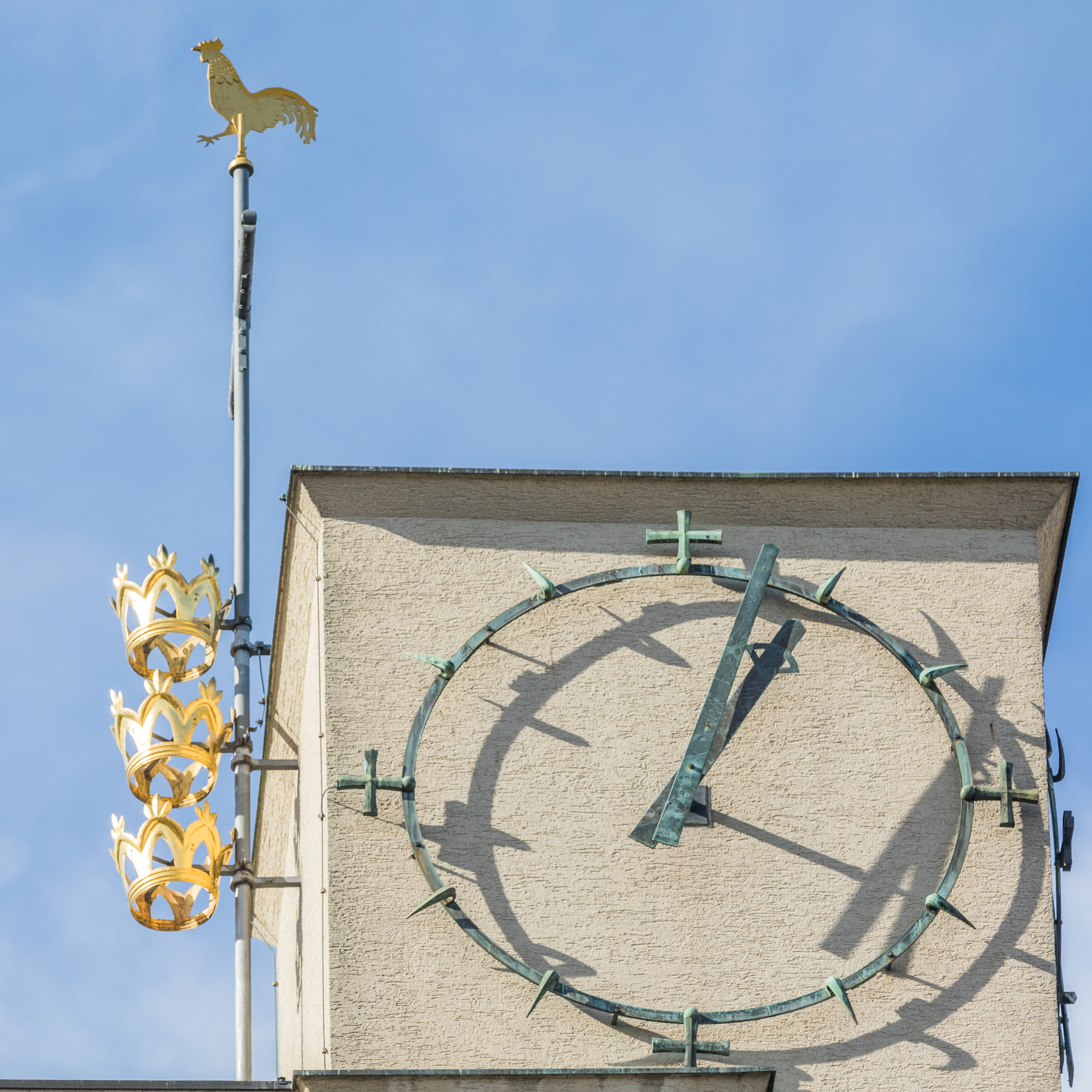
Turmbekrönung und Uhr

Alle Langhaus- und Fassadenfenster von Jan Thorn Prikker mit ihren geometrischen Kompositionen aus den Jahren 1932/33 wurden am 20./21. April 1944 zerstört. Das aus fünf dichten Lanzettfenstern bestehende – figürlich gestaltete – „Dreikönigenfenster“ in der Portalwand schuf der Thorn-Prikker-Schüler Wilhelm Schmitz-Steinkrüger. Dessen Kriegsbeschädigungen restaurierte der Künstler 1952 selbst, ebenso wie er die Rekonstruktion der anderen zerstörten Fenster anhand von Fotografien übernahm.
Weitere Fenster befinden sich in der Taufkapelle und in der Sakristei, sie stammen von Josef Henseler aus den Jahren 1965 und 1975.
Die Kirche ist insgesamt ansonsten sehr sparsam ausgestattet – es gibt keine Skulpturen. Vor der Altarwand hängt ein schlichtes Kreuz, und die nachkonziliaren Stücke Ambo, Altartisch und Tabernakel stammen von Heinz Gernot.
Zwei der ursprünglichen Bronzeglocken der Glockengießerei Otto von 1932 mussten 1942 zu Kriegszwecken abgeliefert werden. Durch Stiftungen wurden gleichnamige (und identisch beschriftete) Glocken 1949 und 1955 neu gegossen, um das dreistimmige Geläut wieder zu komplettieren. Die Schlagtöne sind g1–b1–c1.
Eine dreimanualige Sauer-Orgel mit 44 Registern stammt von 1986; sie bezieht Teile der ursprünglichen Stahlhut-Orgel von 1933 bis 1935 mit ein.

### Anmerkung
1. ↑  Die Angaben bei Fußbroich S. 57 scheinen hier fehlerhaft zu sein, dort ist die Rede von einem vierstimmigen Geläut, anderem Schlagtöne und einer völlig andere Gießerei, was auch den Angaben in der Pfarrchronik, die Anzahl der Glocken betreffend, widerspricht.
2. ↑  Auch hier scheint Fußbroich zu irren („Johannes Klais, Bonn, 1998“). Dabei handelt es sich offensichtlich um eine Verwechslung mit der Kirche Heilige Drei Könige in Köln-Rondorf, in der sich tatsächlich besagte Klais-Orgel von 1998 befindet.

Koordinaten: 50° 57′ 43″ N, 6° 53′ 42,9″ O